# Pediculariidae
Famille
Les Pediculariidae sont une famille de mollusques marins de la classe des gastéropodes, et de l'ordre des Littorinimorpha.

## Historique
La famille des Pediculariidae est décrite en 1853 par le zoologiste britannique John Edward Gray (1800-1875) ou en 1854 par Adams & Adams comme famille fossile.

## Liste des genres

### WoRMS
Selon World Register of Marine Species (23 mars 2016) :
- genre Cypraeopsis Schilder, 1936 †
- genre Jenneria Jousseaume, 1884
- genre Lunovula Rosenberg, 1990
- genre Pedicularia Swainson, 1840
- genre Pedicypraedia Lorenz, 2009
- genre Pseudocypraea Schilder, 1927

### PaleoDB
Selon Paleobiology Database (4 septembre 2019) :
- sous-famille †Cypraediinae Schilder, 1927
  - tribu Pseudocypraeini Steadman & Cotton, 1943
- sous-famille †Pediculariinae Adams and Adams, 1854
  - tribu †Cypraediini Schilder, 1927
    - genre †Cypraedia Swainson, 1840

  - genre †Cypraeogemmula Vredenburg, 1920
  - genre †Eovolva Schilder, 1932
  - genre †Olianatrivia  Dolin et al., 2013
- sous-famille †Jenneriinae Thiele, 1929
  - genre †Jenneria Jousseaume, 1884
  - genre †Projenneria Dolin, 1997